# Lucas Villalba
Lucas Hernán Villalba (Florencio Varela, Buenos Aires, Argentina, 19 de agosto de 1994) es un futbolista argentino. Juega de lateral izquierdo en el Cruzeiro de la Serie A de Brasil, a préstamo desde la Asociación Atlética Argentinos Juniors.

## Trayectoria
Realizó las divisiones inferiores en el Club Atlético Independiente.
Cristian Díaz lo llevó a la pretemporada del 2012 junto con sus compañeros Adrián Fernández, Alexis Zárate y Juan Manuel Trejo, entre otros.
El 31 de agosto de 2012 el DT Américo Gallego lo concentró para el partido por la fecha 5 de la Campeonato de Primera División. Finalmente Luquitas debutó contra Godoy Cruz, cumpliendo con una actuación regular pero muy prolija, pero que se vio empañada de forma involuntaria, cometiendo un penal en tiempo de descuento, que David Ramírez convirtió en gol para su equipo y determinó la derrota de Independiente.
Villalba recuperó terreno de la mano de Miguel Brindisi, primero, y de Omar De Felippe después, en el campeonato de Primera B Nacional 2013/14 que volvió a poner a Independiente en la Primera División. Luego, en el torneo de transición, Jorge Almirón lo usaría como primera opción para el lateral izquierdo. Sin embargo, en 2015, con las llegadas de Nicolás Tagliafico y Emiliano Papa, volvería a quedar relegado. En estas instancias, fue cedido a Atlético Tucumán, donde permaneció hasta enero de 2017, cuando pasó a Huracán.
De cara a la temporada 2024, Villalba fue cedido al Cruzeiro de Brasil.

## Selección nacional
Realizó las categorías de la Selección Argentina Sub-15, Sub-17 y la Sub-20.
El 7 de agosto de 2012 fue citado por Marcelo Trobbiani para jugar con la Sub-20 unos amistosos contra Selección de fútbol de España y la Selección de fútbol de Alemania ambos Sub-21.

## Estadísticas

### Clubes
- Actualizado hasta el 14 de enero de 2021.

| Independiente Argentina | 1.ª                 | 2012-13             | 7   | 0   | 1  | 0 | - | - | 8   | 0 |
| Independiente Argentina | 2.ª                 | 2013-14             | 22  | 0   | 3  | 0 | - | - | 24  | 0 |
| Independiente Argentina | 1.ª                 | 2014                | 7   | 0   | 0  | 0 | - | - | 7   | 0 |
| Independiente Argentina | 1.ª                 | 2015                | 0   | 0   | 0  | 0 | - | - | 0   | 0 |
| Independiente Argentina | Total club          | Total club          | 36  | 0   | 4  | 0 | - | - | 40  | 0 |
| Atlético Tucumán Argentina | 1.ª                 | 2016                | 12  | 0   | -  | - | - | - | 12  | 0 |
| Atlético Tucumán Argentina | 1.ª                 | 2016-17             | 10  | 0   | 1  | 0 | - | - | 11  | 0 |
| Atlético Tucumán Argentina | Total club          | Total club          | 22  | 0   | 1  | 0 | - | - | 23  | 0 |
| Huracán Argentina | 1.ª                 | 2016-17             | 15  | 0   | -  | - | 1 | 0 | 16  | 0 |
| Huracán Argentina | 1.ª                 | 2017-18             | 19  | 0   | 3  | 0 | 3 | 0 | 20  | 0 |
| Huracán Argentina | Total club          | Total club          | 99  | 0   | 3  | 0 | 4 | 0 | 36  | 0 |
| Aldosivi Argentina | 1.ª                 | 2018-19             | 22  | 22  | 6  | 1 | - | - | 28  | 1 |
| Aldosivi Argentina | 1.ª                 | 2019-20             | 19  | 19  | 0  | 0 | - | - | 11  | 0 |
| Aldosivi Argentina | 1.ª                 | 2020                | -   | 10  | 10 | 0 | - | - | 10  | 0 |
| Aldosivi Argentina | Total club          | Total club          | 41  | 1   | 16 | 0 | - | - | 57  | 1 |
| Total en su carrera | Total en su carrera | Total en su carrera | 357 | 388 | 24 | 0 | 4 | 0 | 156 | 1 |
| (1) Las copas nacionales se refiere a la Copa Argentina y a la Copa de la Liga Profesional. (2) Las copas internacionales se refiere a la Copa Libertadores y a la Copa Sudamericana. |                     |                     |     |     |    |   |   |   |     |   |